# Escorxador municipal de Reus
L'Escorxador municipal de Reus és un monument protegit com a bé cultural d'interès local del municipi de Reus (Baix Camp).

## Descripció
El conjunt de construccions se separa del carrer mitjançant una tanca d'obra, maçoneria, pedra, i reixa de ferro. La sala central de sacrificis és un gran espai de planta lliure i forma rectangular. La coberta és d'estructura metàl·lica i una lluerna central permet la bona il·luminació i ventilació de l'espai. Les façanes combinen els murs llisos, amb elements decoratius d'obra vista, i petits elements de pedra.

## Història

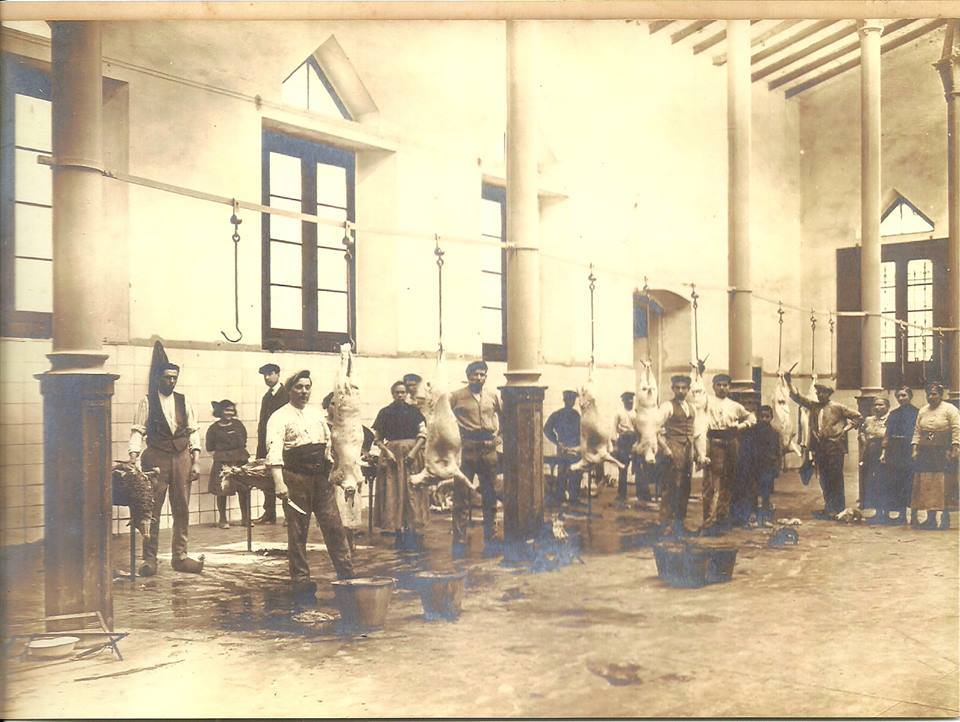
Interior de l'escorxador el 1899

L'any 1884, es va fer la primera subhasta per la construcció de l'escorxador. Més endavant, el 1889, es va fer la subhasta per a construir la tanca del solar on s'aixecarà el nou edifici. El novembre de 1889, va ser l'aprovació dels plànols i pressupostos del nou escorxador, però no seria fins a l'abril de 1890 que es va produir l'Acord del ple municipal per donar a Francisco Balada les obres de construcció.
L'any 1893 ja s'utilitzà la sala Gran de l'edifici. El febrer de 1894 es construeix la sala per a matar els porcs.
El projecte va ser obra de Francesc Borràs Soler, encara que l'obra la realitzà l'arquitecte Pere Caselles i Tarrats.
Actualment l'edifici restaurat és ocupat per la Biblioteca Central Xavier Amorós, que porta aquest nom com a homenatge al poeta reusenc Xavier Amorós. La restauració, obra dels arquitectes Joan Figuerola i Joan C. Gavaldà, ha respectat les singularitats de l'edifici antic, amb els patis interiors i la cobertura exterior. La Biblioteca ocupa una superfície de 2.500m2 i, es divideix en 4 sales segons els serveis i fons que s'hi ofereixen. Encara que ha perdut la il·luminació zenital que li donava la claraboia correguda i les finestres graduables, la nau central o antiga sala de sacrificis segueix impressionant per l'alçada de les columnes de ferro colat i les filigranes que recolzen l'altell.

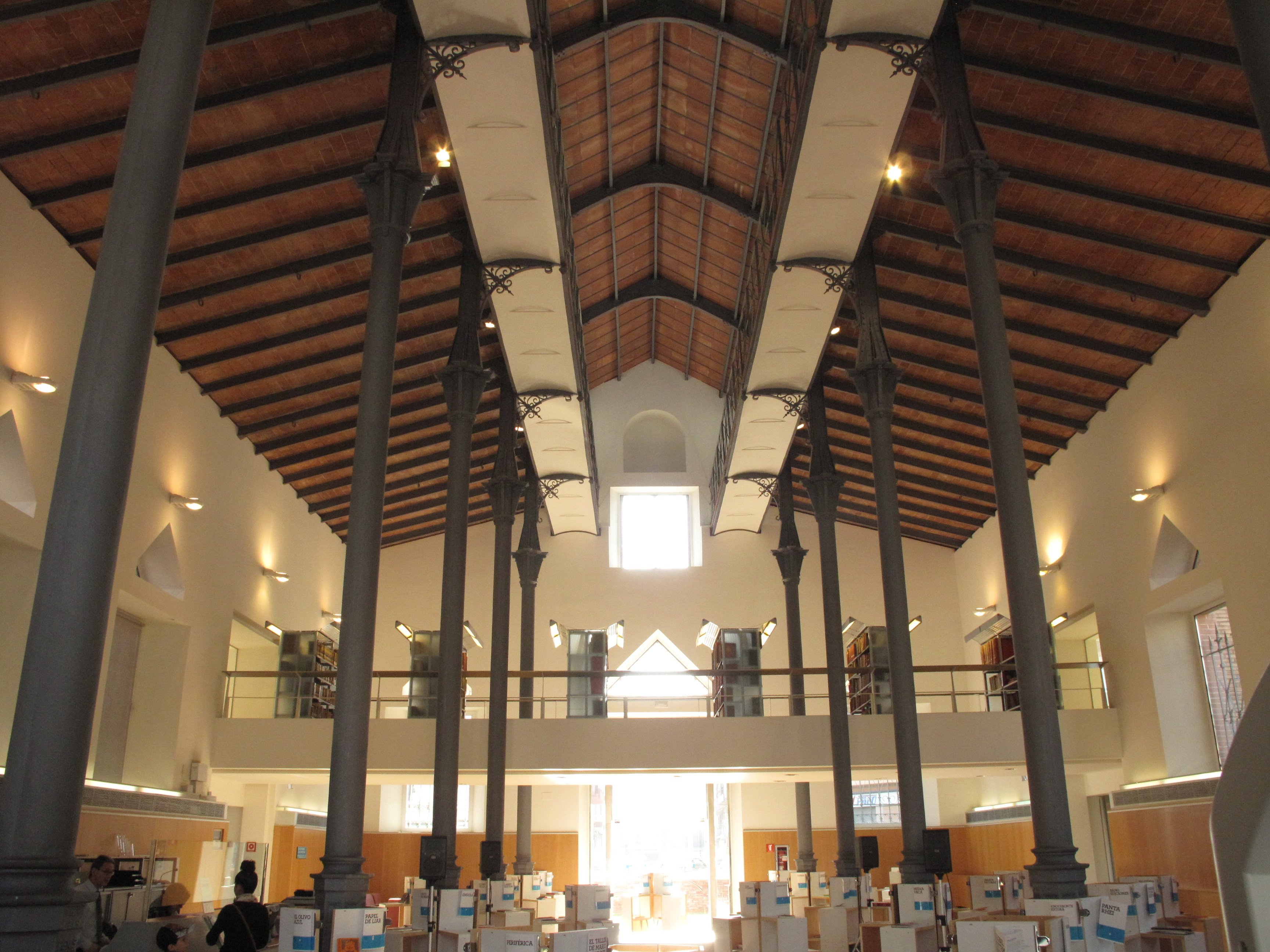
161 Biblioteca Central Xavier Amorós, antic escorxador